# Књиженство (електронски часопис)
Књиженство је часопис за студије књижевности, рода и културе. Повезан је са истоименом дигиталном базом података.

## О часопису
Часопис Књиженство је покренут у оквиру истраживачког пројекта "Књиженство, теорија и историја женске књижевности на српском језику до 1915. године" који финансира Министарство просвете и науке Републике Србије. Овај пројекат има за циљ да осветли историју женске књижевности на српском језику као и да теоретизује њене специфичности, преобликујући постојеће, углавном западне, појмове и моделе.
Часопис је електронски јер само у том медију може постојати директна веза са базом података и другим сродним садржајима. Електронски облик га истовремено чини и лако доступним.

### Назив часописа
Назив часописа као и пројекта, "књиженство", јесте стара реч за књижевност која својим пореклом и звучањем поетично спаја књижевност и женско стваралаштво.

### Периодичност излажења
Часопис Књиженство објављује се једном годишње.

### Дигитална база података
Часопис Књиженство повезан је са истоименом дигиталном базом података, пуног назива Књиженство, теорија и историја женске књижевности на српском језику до 1915. године. Ова база података треба да пружи основне биографске и библиографске податке о стваралаштву књижевница од средњег века до 1915. године.

## Теме
Часопис и база података Књиженство садрже податке о стваралаштву српских књижевница од средњег века до 1915. године. Реч је о основним биографским и библиографским подацима, подацима о преводима, женским часописима, везама са другим књижевницама, српским и страним, међусобним утицајима, линковима који воде ка дигитализованим текстовима.